# Karl-Heinz Frosch
Karl-Heinz Frosch (* 1968) ist ein deutscher Chirurg und Hochschullehrer.

## Werdegang
Karl-Heinz Frosch hat von 1990 bis 1995 an der Friedrich-Alexander-Universität Erlangen-Nürnberg Humanmedizin studiert, woraufhin er ein praktisches Jahr an der Duke Medical School, North Carolina, USA absolvierte. In Nürnberg wurde er mit der Dissertation Expression und Regulation des CD40 Liganden bei Normalpersonen und Patienten mit systemischem Lupus Erythematodes promoviert. Ab 1997 war Frosch Assistenzarzt in Bamberg und ab 1998 Assistenzarzt in der Klinik für Unfallchirurgie, Plastische und Wiederherstellungschirurgie der Universitätsmedizin Göttingen. 2001 war Frosch Rotationsassistent der Abteilung für Allgemeinchirurgie der Universitätsklinikums Göttingen. Den Facharzt für Chirurgie absolvierte Frosch 2002, für Orthopädie und Unfallchirurgie 2006, wobei er auch die Zusatzbezeichnung „spezielle Unfallchirurgie“ erhielt. Von 2004 bis 2010 war Frosch Oberarzt in der Klinik für Unfallchirurgie, Plastische und Wiederherstellungschirurgie der Universitätsmedizin Göttingen, wobei er ab 2008 geschäftsführender Oberarzt war. 2009 war Frosch Mitglied des Nichtständigen Beirats der Deutschen Gesellschaft für Unfallchirurgie und der Deutschen Gesellschaft für Orthopädie und Unfallchirurgie. Seit 2010 war Frosch Instruktor Deutschsprachige Arbeitsgemeinschaft für Arthroskopie (AGA), übernahm die Leitung und Chefarzt-Position der Abteilung Unfall- und Wiederherstellungschirurgie des Chirurgisch-Traumatologischen Zentrums, ASKLEPIOS Klinik St. Georg. Seit August 2018 ist er Direktor der Klinik und Poliklinik für Unfall-, Hand- und Wiederherstellungschirurgie des Universitätsklinikums Hamburg-Eppendorf. Er ist auch ärztlicher Direktor und Chefarzt am BG-Klinikum Hamburg. Von 2014 bis 2017 leitete er das Komitee Trauma der Gesellschaft für Arthroskopie und Gelenkchirurgie, von 2015 bis 2017 war er Präsident der Deutschen Kniegesellschaft. Seit 2015 ist er Mitglied des erweiterten Präsidiums der AOTrauma Deutschland und zuständig für Community Development.

## Wissenschaftliche Leistungen
Frosch ist es erstmals gelungen die kombinierte Verletzung des hinteren Kreuzbandes und der hinteren Schrägbänder (Popliteuskomplex) komplett per Gelenkspiegelung (arthroskopisch) zu operieren. Er hat darüber hinaus zahlreiche Operationstechniken am Kniegelenk entwickelt, die national und international Anwendung finden. Spezielle Beachtung finden operative Techniken am Schienbeinkopf.

## Veröffentlichungen
Frosch ist Autor und Co-Autor zahlreicher Publikationen.
Ein Auszug
- K. H. Frosch, A. Schmeling: A new classification system of patellar instability and patellar maltracking. In: Arch Orthop Trauma Surg. 30. Dez 2015.
- K. H. Frosch, R. Akoto, T. Drenck, M. Heitmann, C. Pahl, A. Preiss: Arthroscopic popliteus bypass graft for posterolateral instabilities of the knee : A new surgical technique. In: Oper Orthop Traumatol. 4. Dez 2015.
- C. Gerhardt, C. Bartl, C. Voigt, H. Lill, M. Scheibel, K. H. Frosch, J. C. Katthagen: Recovery of subscapularis and shoulder function following arthroscopic treatment of isolated anterior and combined anterosuperior rotator cuff lesions. In: Arch Orthop Trauma Surg. Jan 2016.
- M. Krause, D. Lehmann, M. Amling, T. Rolvien, K. H. Frosch, K. Püschel, K. Bohndorf, N. M. Meenen: Intact bone vitality and increased accumulation of nonmineralized bone matrix in biopsy specimens of juvenile osteochondritis dissecans: a histological analysis. In: Am J Sports Med. Juni 2015.
- K. H. Frosch, R. Akoto, A. Schmeling: Patellaluxation bei Sportlern. In: Chirurg. Okt 2014.
- M. Heitmann, A. Dratzidis, M. Jagodzinski, P. Wohlmuth, C. Hurschler, K. Püschel, A. Giannakos, A. Preiss, K. H. Frosch: Ligament bracing--augmented cruciate ligament sutures: biomechanical studies of a new treatment concept. In: Unfallchirurg. Jul 2014.
- V. M. Quarch, E. Enderle, J. Lotz, K. H. Frosch: Fate of large donor site defects in osteochondral transfer procedures in the knee joint with and without TruFit plugs. In: Arch Orthop Trauma Surg. Band 134, Nr. 5, May 2014, S. 657–666. doi:10.1007/s00402-014-1930-y.
- E. Enderle, K. H. Frosch: Stage-dependent arthroscopic treatment of knee joint infections. In: Oper Orthop Traumatol. Band 25, Nr. 3, Jun 2013, S. 225–235. doi:10.1007/s00064-012-0215-2.
- M. Heitmann, A. Preiss, A. Giannakos, K. H. Frosch: Acute medial collateral ligament injuries of the knee: diagnostics and therapy. In: Unfallchirurg. Band 116, Nr. 6, Jun 2013, S. 497–503. doi:10.1007/s00113-013-2371-8.
- J. P. Schüttrumpf, C. Behzadi, P. Balcarek, T. A. Walde, S. Frosch, M. M. Wachowski, K. M. Stürmer, K. H. Frosch: Radiologically hyperdense zones of the patella seem to be partial osteonecroses subsequent to fracture treatment. In: J Knee Surg. Band 26, Nr. 5, Okt 2013, S. 319–326.